# Дерекойка
Дереко́йка (также Бадка, Бала, Бы́страя укр. Дерекойка, крымскотат. Dereköy, Дерекой) — река на Южному берегу Крыма. Длина реки 9,6 км, площадь водосборного бассейна 51,0 км², среднемноголетний сток, на гидропосте Ялта, составляет 0,577 м³/сек (в книге В. М. Аполлосова «Воды Крыма» 1925 года утверждается, что среднемноголетний сток, за 3 года измерений, составил 0,235 м³/сек). В сборнике «Крымское государственное заповедно-охотничье хозяйство им. В. В. Куйбышева» 1963 года у Дерекойки записаны длина реки 12 км, площадь бассейна 44,8 км², высота истока 1150 м. Уклон реки в разных источниках указан различный: в справочнике «Поверхностные водные объекты Крыма» 132 м/км, в сборнике «Крымское государственное заповедно-охотничье хозяйство им. В. В. Куйбышева» 1963 года — 96 м/км, в труде Олиферова «Реки и Озёра Крыма» в верховье 130 м/км, в нижнем — 50 м/км.

## Название
Название Дерекойка дано по селению Дерекой, через которое она протекала (сейчас село включено в городскую черту Ялты). Название Дерекой означает в переводе с крымскотатарского «ущельное село» (dere — ущелье, köy — село). В справочнике «Поверхностные водные объекты Крыма» приводятся варианты Бадка и Бала. В верхнем течении река также носит альтернативное название Бал-Алма (с тюркского бал — мёд, алма — яблоко) или Путамица (с греческого потамос, потами — река); верхнее течение которой также называют и Темиар. После выселения крымских татар получила русское название Быстрая. В Энциклопедии Брокгауз и путеводителе 1929 года река названа Гува с правыми притоками Бала и Панагия. Пётр Симон Паллас в книге «Наблюдения, сделанные во время путешествия по южным наместничествам Русского государства в 1793—1794 годах» называл реку Ялта, Василий Христофорович Кондараки применял вариант Бала.

## География
Река берёт начало на южных склонах Никитской яйлы между хребтами Иограф и Кизил-Кая. Первые 2 км река имеет уклон русла более, чем 120 м на 1 км. На начале 3 км от истоков поверхностное течение реки скрывается в каменисто-галечных наносах и затем появляется через 1,5 км у скал Хысар-Кая. Питание реки дождевое, снеговое и подземное (карстовые источники). В реку впадают воды более 60 родников. Наиболее крупный из них — Массандровский водопад со среднемноголетним расходом воды — 0,23 м³/с. Наибольший расход воды в Дерекойке в холодное время года, а межень (вплоть до полного пересыхания в нижнем течении) наблюдается с июля по октябрь. Существует версия, что Дерекойка образуется слиянием Гувы и Путамицы около Васильевки.
Согласно справочнику «Поверхностные водные объекты Крыма», у Дерекойки два значительных притока — левый Гува и правый — Темиар и 2 безымянных притока длиной менее 5 км. Пётр Паллас, в труде «Наблюдения, сделанные во время путешествия по южным наместничествам Русского государства в 1793—1794 годах», перечисляет притоки по направлению от востока на запад: Кува, Балла, Панагиа, Стамис и Темиар. Василий Кондараки перечислял три притока — Путамиц, Гува и Дильяри, добавляя, что ранее они назывались Панаш, Стамис и Темиара. В труде «Обзор речных долин горной части Крыма» Николая Рухлова перечислены также три притока: Гува, Панагия и Бал-Алма и утверждается, что Дерекойка образуется их слиянием.
Большая часть течения Дерекойки находится в пределах Ялты, где река убрана в бетонное русло; впадает в Ялтинский залив Чёрного моря, в восточную оконечность Ялтинского порта. Водоохранная зона реки установлена в 50 м